# USS Fallujah (LHA-9)
El USS Fallujah (LHA-9) será el cuarto buque de asalto anfibio de la clase America; se unirá a la Armada de los Estados Unidos en el futuro. Será el primer barco de la Marina de los Estados Unidos en llevar el nombre de Faluya, por la primera y la segunda batalla de Faluya durante la guerra de Irak.

## Diseño
El diseño de Fallujah se basa en el USS Makin Island, que es una versión mejorada del buque de asalto anfibio clase Wasp. Si bien Makin Island tiene una cubierta de pozo, los dos barcos anteriores del Tramo 0 de la clase America, USS America  y USS Tripoli, se diseñaron y construyeron sin una cubierta de pozo para dejar espacio para aviones y combustible de aviación. Fallujah será el segundo barco del tramo I de la clase America,  y como tal incluirá una cubierta de pozo. El diseño del Bloque I de la clase America, incluido el Fallujah, adoptan un cambio, incorporando un hangar de aviones un poco más pequeño, así como espacios médicos y de otro tipo más pequeños para adaptarse a una pequeña cubierta de pozo para operaciones de conexión de superficie. La estructura de la isla también se modificará para liberar más espacio en la cabina de vuelo para acomodar el mantenimiento de los V-22, compensando parte del espacio de hangar de aviones perdido.

## Construcción
Fallujah será construida por Huntington Ingalls Industries en su astillero en Pascagoula, Mississippi, y se espera que comience la construcción en diciembre de 2022.